# Kasparov - Topalov, Wijk aan Zee 1999
Deze partij werd gespeeld door de toenmalige wereldkampioen Garri Kasparov en Veselin Topalov in het Hoogovenstoernooi op 20 januari 1999 en wordt vooral door het volledig kloppende torenoffer op de 24e zet beschouwd als een van de briljantste partijen die Kasparov ooit heeft gespeeld.

## Partijverloop
1. e4 d6 2. d4 Pf6 3. Pc3 g6 4. Le3 Lg7 5. Dd2 c6 6. f3 b5 7. Pge2 Pbd7 8. Lh6 Lxh6 9. Dxh6 Lb7 10. a3 e5 11. 0-0-0 De7 12. Kb1 a6 13. Pc1 0-0-0 14. Pb3 exd4 15. Txd4 c5 16. Td1 Pb6 17. g3 Kb8 18. Pa5 La8 19. Lh3 d5 20. Df4+ Ka7 21. The1 d4 22. Pd5 Pbxd5 23. exd5 Dd6
Zie het diagram. 24. Txd4! cxd4? Volgens Kasparov was Kb6 aangewezen voor gelijkwaardig spel. 25. Te7+! Kb6 Zwart mag het tweede torenoffer niet aannemen met 25...Dxe7 wegens 26. Dxd4+ Kb8 27. Db6+ Lb7 28. Pc6+ Ka8 29. Da7#
26. Dxd4+ Kxa5 27. b4+ Ka4 28. Dc3 Dxd5 29. Ta7 Lb7 30. Txb7 Dc4 31. Dxf6 Kxa3 32. Dxa6+ Kxb4 33. c3+! Kxc3 34. Da1+ Kd2 35. Db2+ Kd1 36. Lf1! Td2 37. Td7! Txd7 38. Lxc4 bxc4 39. Dxh8 Td3 40. Da8 c3 41. Da4+ Ke1 42. f4 f5 43. Kc1 Td2 44. Da7 1-0